# 畑光夫
畑 光夫（はた みつお、1928年〈昭和3年〉 - 2024年〈令和6年〉10月17日）は、日本の文学者（アメリカ文学）。静岡県立大学名誉教授。
静岡女子短期大学講師、静岡女子大学文学部教授、静岡女子大学文学部学部長、静岡県立大学国際関係学部教授、静岡県立大学大学院国際関係学研究科研究科長（第2代）、常葉学園大学外国語学部教授、常葉学園大学大学院国際言語文化研究科研究科長などを歴任した。

## 概要
アメリカ文学を専攻する文学研究者である。ユダヤ系アメリカ人の作品に関する研究などで知られている。静岡女子短期大学、静岡女子大学、静岡県立大学、常葉学園大学で教鞭を執り、後進の育成に努めた。

## 来歴

### 生い立ち
1928年（昭和3年）に生まれた。1957年（昭和32年）、フルブライト・プログラムによりアメリカン大学に留学した。

### 文学研究者として
静岡女子短期大学に採用され、1966年（昭和41年）に着任した。
1967年（昭和42年）に静岡女子大学が発足すると、一般教育の講師を専任で務めることになった。なお、古巣である静岡女子短期大学においても講師を兼任していた。1969年（昭和44年）に文学部に異動した。文学部においては主として英文学科の講義を担当していた。静岡女子大学では要職を歴任しており、文学部では学部長を2回に亘って兼務していた。
1987年（昭和62年）に静岡県立大学が発足すると、国際関係学部の教授に就任した。国際関係学部においては主として国際言語文化学科で英米文化コースの講義を担当していた。また、大学院においては国際関係学研究科の教授を兼務していた。国際関係学研究科においては主として比較文化専攻の英米文化研究分野の講義を担当していた。静岡県立大学では要職を歴任しており、高橋徹の後任として1993年（平成5年）4月から国際関係学研究科の研究科長を兼務していた。1994年（平成6年）3月まで研究科長を務めており、その後任には松本克己が就いた。1994年（平成6年）3月には静岡県立大学を定年退職した。なお、これまでの功績を鑑みて静岡県立大学より名誉教授の称号が授与されている。
その後は常葉学園大学に採用され、外国語学部の教授に就任した。また、大学院においては国際言語文化研究科の教授を兼務していた。常葉学園大学においては要職を歴任しており、国際言語文化研究科の研究科長を兼務していた。
75歳を機に職を退いた。2024年（令和6年）10月17日に死去した。

## 研究
専門は文学であり、特にアメリカ文学などの分野において研究に取り組んでいた。具体的にはユダヤ系アメリカ人作家の作品について取り上げることが多く、バーナード・マラマッドの作品の研究などに従事していた。聖書が英米文化に与えた影響などについても研究しており、特に大衆音楽に対する聖書の影響についての研究に取り組んだ。

## 人物
「75才で完全退職し、自由の身にな」ったと述べており、75歳からは教職を離れ悠々自適の生活となった。しかし、退職して以降も「毎日Hebrew Old Testament Greek New Testamentを読んでい」ると述べるなど、旧約聖書や新約聖書を学ぶ日々を続けていた。82歳になっても「毎日一時間の散歩と聖書原典を読むこと」を趣味の一つとして挙げていた。

## 略歴
- 1928年 - 誕生[3]。
- 1966年 - 静岡女子短期大学採用[1]。
- 1967年 - 静岡女子大学一般教育講師[1]。
- 1969年 - 静岡女子大学文学部異動[1]。
- 1987年 - 静岡県立大学国際関係学部教授。
- 1993年 - 静岡県立大学大学院国際関係学研究科研究科長[4]。
- 1994年 - 静岡県立大学定年退職[1]。
- 1994年 - 常葉学園大学外国語学部教授。
- 2024年 - 死去[1]。

## 著作

### 共著
- 有泉学宙ほか著、静岡県立大学英米文化研究室編『言語文化研究の方法――英米の言語と文芸』静岡県立大学英米文化研究室、1989年。NCID BN13015345
- 畑光夫ほか著、静岡県立大学英米文化研究室編『変動期の言語文化研究』静岡県立大学英米文化研究室、1992年。NCID BN09281221
- 静岡県立大学英米文化研究室編『英米の言語と文化』静岡県立大学英米文化研究室、1993年。NCID BB14662660

### 主要な論文
- 畑光夫稿「高校におけるL.L.の利用」『Language Laboratory』3巻1号、外国語教育メディア学会、1965年、8-15頁。ISSN 21857806
- 畑光夫稿「強意の内容――再帰代名詞〔英語〕の強意用法について」静岡女子大学編『静岡女子大学研究紀要』1号、静岡女子大学、1968年3月、35-47頁。ISSN 02863375
- 畑光夫稿「苦悩・愛・贖い――バーナード・マラマッド『借家人』論」静岡女子大学編『静岡女子大学研究紀要』17号、静岡女子大学、1983年、177-184頁。ISSN 02863375

### 註釈
1. ↑  静岡女子短期大学は、静岡薬科大学、静岡女子大学と統合され、1987年に静岡県立大学が設置された。
2. ↑  静岡女子大学は、静岡薬科大学、静岡女子短期大学と統合され、1987年に静岡県立大学が設置された。
3. ↑  常葉学園大学は、浜松大学、富士常葉大学を併合し、2013年に常葉大学に改称された。

## 関連人物
- 有泉學宙
- 高橋徹 (社会学者)
- 松本克己
- バーナード・マラマッド